# Fatoumata Bathily
Fatoumata Bathily, née le 7 novembre 1997 à Dakar, est une footballeuse internationale sénégalaise évoluant au poste de milieu de terrain au Football féminin Issy-les-Moulineaux.

## Biographie

### Carrière en club
Fatoumata Bathily est formée au FCF Juvisy et joue avec l'équipe U19 du club. En 2015, elle rejoint le FF Issy, elle évolue la première année avec les U19 avant de s'installer dans l'équipe première les années suivantes.

### Carrière en sélection
En 2018, Fatoumata Bathily prend contact avec la fédération sénégalaise et le staff technique de l'équipe nationale pour y jouer. Ainsi, en avril, elle participe aux éliminatoires pour la Coupe d'Afrique des nations 2018.

## Statistiques
| Saison                | Club                  | Championnat           | Championnat | Championnat | Coupe(s) nationale(s) | Coupe(s) nationale(s) | Total | Total |
| Saison                | Club                  | Division              | M.          | B.          | M.                    | B.                    | M.    | B.    |
| 2015-2016             | FF Issy               | Division 2            | 2           | 0           | 0                     | 0                     | 2     | 0     |
| 2017-2018             | FF Issy               | Division 2            | 8           | 0           | 0                     | 0                     | 8     | 0     |
| 2018-2019             | FF Issy               | Division 2            | 16          | 0           | 0                     | 0                     | 16    | 0     |
| 2019-2020             | FF Issy               | Division 2            | 0           | 0           | 0                     | 0                     | 0     | 0     |
| Sous-total            | Sous-total            | Sous-total            | 26          | 0           | 0                     | 0                     | 26    | 0     |
| Total sur la carrière | Total sur la carrière | Total sur la carrière | 26          | 0           | 0                     | 0                     | 26    | 0     |